# Grand-Popo (ort)
Grand-Popo är en ort i Benin.   Den ligger i departementet Mono, i den södra delen av landet, 90 km väster om huvudstaden Porto-Novo. Grand-Popo ligger 4 meter över havet och antalet invånare är 9 847.
Terrängen runt Grand-Popo är mycket platt. Havet är nära Grand-Popo åt sydost. Närmaste större samhälle är Comé, 15,6 km norr om Grand-Popo.